# Circuit de la Sarthe
|  | No s'ha de confondre amb Région Pays de la Loire Tour. |

El Circuit de la Sarthe, anomenat oficialment Circuit de les 24 Hores de Le Mans (en francès, Circuit des 24 Heures du Mans) i conegut també com a Circuit de les 24 Hores o Circuit de Le Mans, és un circuit de curses no permanent en el qual se celebra una de les curses d'automobilisme més importants i famoses del món: les 24 hores de Le Mans. Situat a prop de la ciutat de Le Mans, al departament de la Sarthe (França), el circuit fa servir tant alguns trams de carreteres obertes al públic com una part del circuit Bugatti i té una longitud de més de 13 km.

## Història

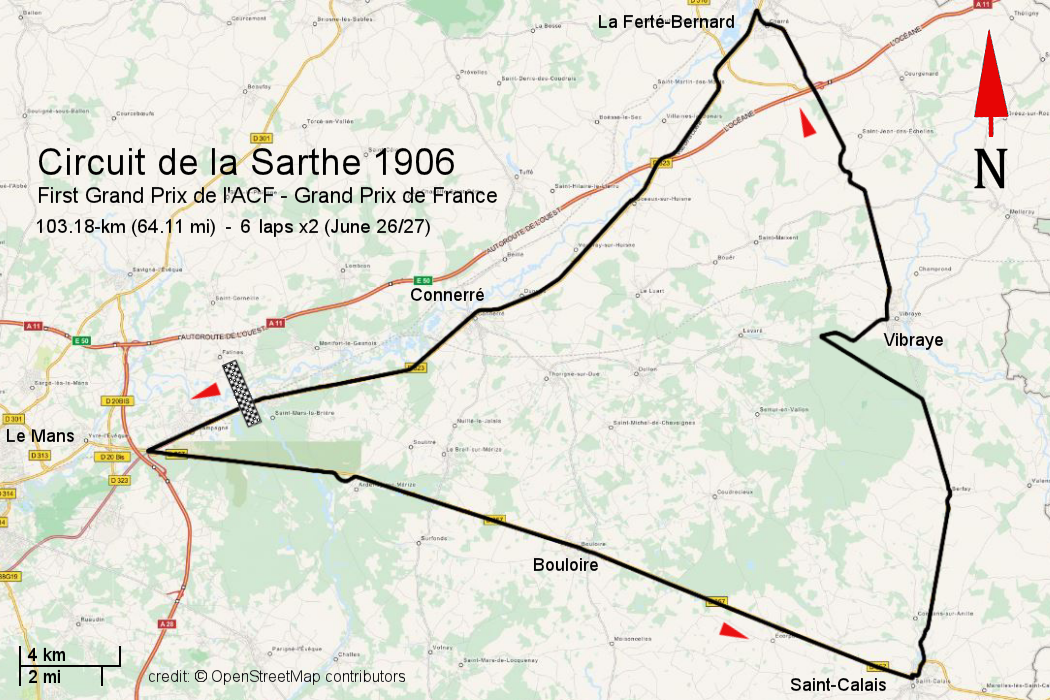
El circuit originari en què es va córrer el GP el 1906

Després de l'èxit de públic assolit pel primer Gran Premi de la història de l'automobilisme, celebrat a Le Mans l'any 1906, es va decidir establir una cursa anual, les 24 Hores de Le Mans, que se celebraria en un circuit que recorria algunes carreteres dels voltants de la ciutat. El primer traçat es va construir el 1923.
Un dels trams més característics del circuit és la llarguíssima recta de Hunaudières, on els cotxes, any rere any, han assolit velocitats màximes cada cop més elevades: si el 1954 el Jaguar Dar arribava als 278 km/h, el 1971 el Porsche 917 ja circulava a 362 km/h. Aquestes grans velocitats han propiciat innombrables accidents i diverses tragèdies al llarg de la història, una de les més recordades de les quals és l'anomenat desastre de Le Mans de 1955, l'accident més important de la història de l'automobilisme, en què moriren el pilot Pierre Levegh i 83 espectadors i 120 més hi resultaren ferits.

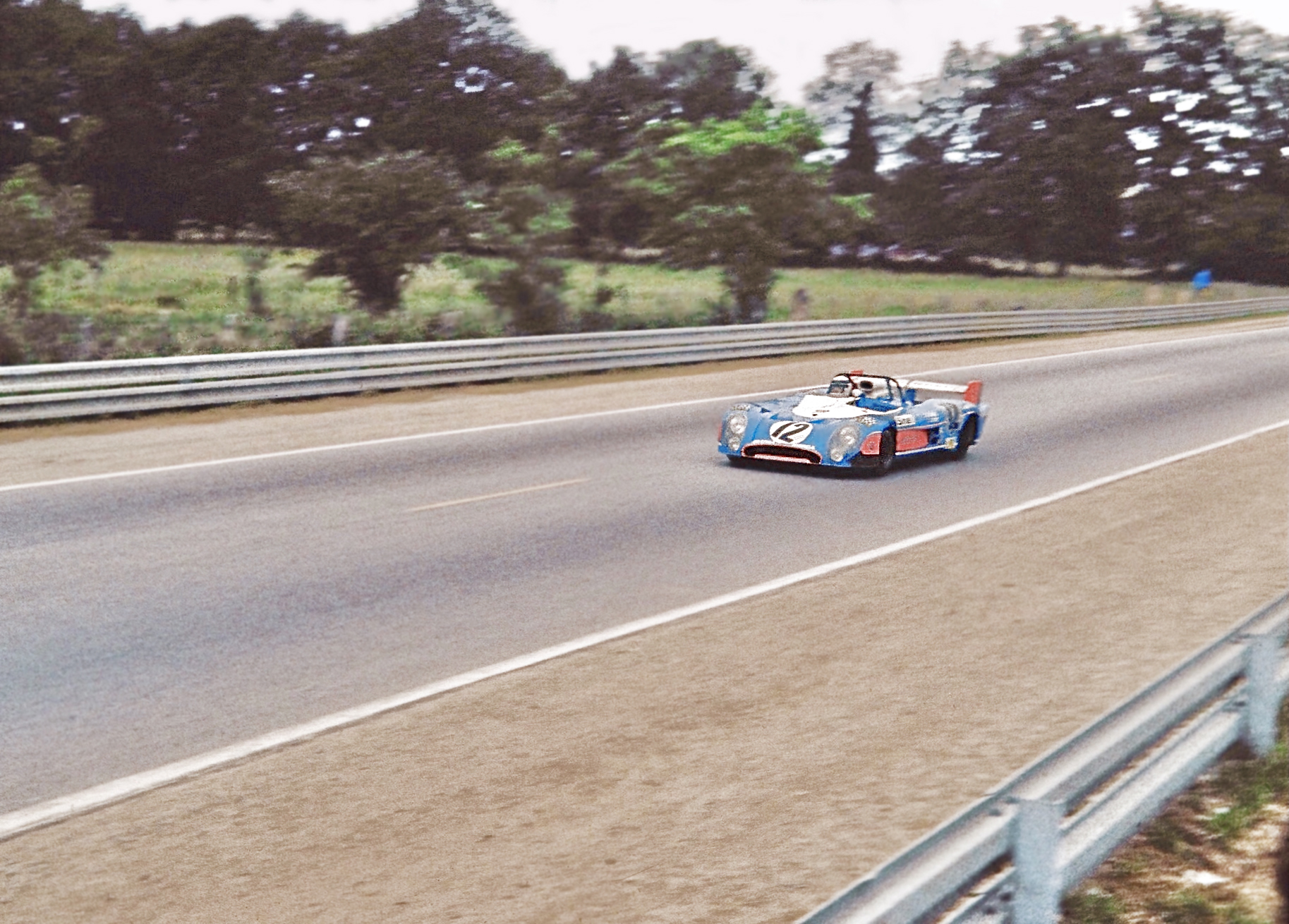
Un Matra Simca MS 670 a la recta de Hunaudières el 1973

Durant la dècada del 1970, les velocitats màximes van minvar després que les noves regles reduïssin la mida i la potència dels motors, mentre que l'evolució de l'aerodinàmica va permetre als enginyers augmentar la velocitat en revolts i reduir la velocitat màxima. Aquesta evolució també va ser afavorida pels conductors, perquè facilitava la conducció dels cotxes, que esdevenien menys violents durant l'acceleració i la frenada i requerien menys atenció en línia recta; també va provocar menys estrès als cotxes. En el decurs de 24 hores de cursa, aquests són avantatges importants.
A finals de la dècada del 1980, els cotxes més ràpids tornaven a assolir velocitats màximes notables. El 1988, un WM P88, propulsat per un motor Peugeot turbo V6 i conduit per Roger Dorchy, va assolir una velocitat de 405 km/h durant la cursa. En general, aquesta actuació no es considera important perquè va ser una jugada publicitària d'un equip que buscava patrocinadors: el cotxe estava configurat per a la màxima velocitat, amb preses d'aire partides. Però l'any següent, un Sauber C9 va assolir una velocitat màxima de 400 km/h durant les sessions de proves i la FISA va decidir que la situació s'havia tornat massa perillosa. En conseqüència, amb l'objectiu de reduir la velocitat màxima es van afegir dues xicanes a temps per a la cursa de 1990. Cap al final de la recta hi havia un ressalt, anomenat "Mulsanne", en passar pel qual el 1999 el Mercedes-Benz CLR de Mark Webber es va enlairar i va trabucar. El turó es va rebaixar a l'hivern abans de la cursa del 2001, de nou per motius de seguretat; tot i que el ressalt encara és present, és molt més baix que abans.

## Característiques
Des del 2017, la longitud total del circuit és de 13.626 metres, la qual cosa el converteix en un dels més llargs del món. La particularitat del circuit és que fa servir tant alguns trams de carreteres departamentals obertes a la circulació de vehicles (la D338 i la D139), com una part del circuit Bugatti. Les parts més famoses de la pista són els revolts de Dunlop, l'Essa de la forêt, Tertre Rouge, Mulsanne, Indianapolis, Arnage i Porsche i, sobretot, la llarga recta de Hunaudières. Aquesta darrera és un tram de la carretera RN138 (Route Nationale 138) que és conegut entre els locals com a Ligne Droite des Hunaudières i també com a "Recta de Mulsanne", pel fet que s'acaba en aquest punt.

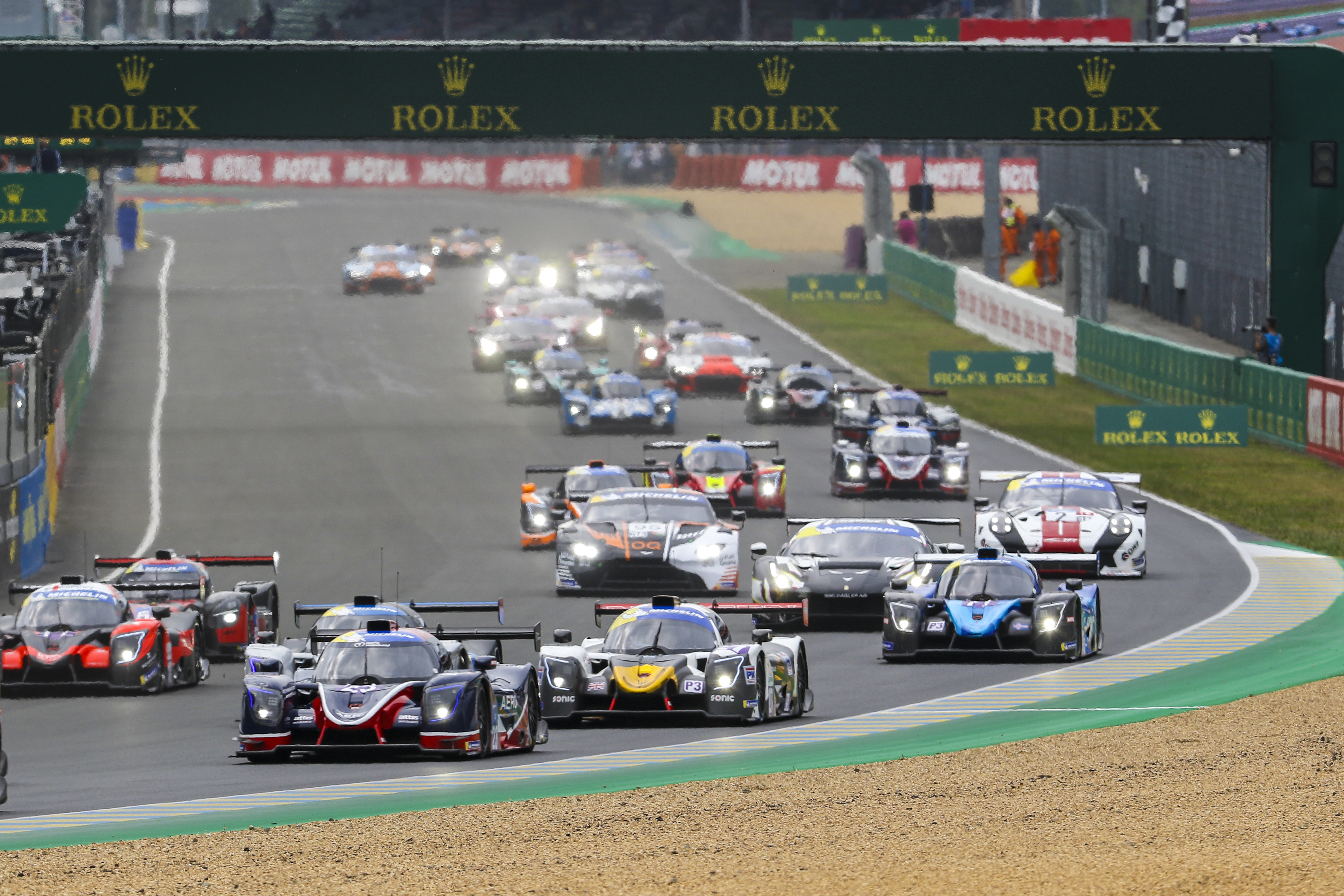
Una cursa a La Sarthe el 2021

Contràriament a moltes altres curses on la velocitat als revolts és més important que la velocitat punta, a Le Mans, Hunaudières va ser un paràmetre crític per a ser competitiu a la cursa. Això va portar al desenvolupament de dissenys especials per a la carrosseria, com ara la "cua llarga" introduïda per Charles Deutsch i Robert Choulet. Les velocitats que s'agafen a Hunaudières han anat pujant any rere any i, per tant, la frenada al final de la recta també és fonamental; el primer ús de frens de disc va ser per part d'un Jaguar que va córrer a Le Mans. Un altre paràmetre bàsic per a tenir èxit a les 24 Hores és el consum de combustible: també a la Sarthe es va desenvolupar el sistema cut-off, que talla l'alimentació del motor durant la frenada i ajuda a reduir el consum de benzina.
El circuit sempre ha estat sinònim d'una gran fatiga mecànica a causa de les llargues rectes en què l'accelerador està totalment obert durant més del 70% del temps de volta i els constants canvis de marxes fins a la inevitable frenada violenta.
A les llargues rectes envoltades de bosc es nota la diferència de velocitat entre els cotxes prototip més ràpids i els de tipus Gran Turisme, menys especialitzats; els pilots han de parar molta atenció fins i tot de nit a la foscor o en cas de pluja (molt freqüent) pel risc d'aquaplaning.

## Traçat

### Evolució del traçat

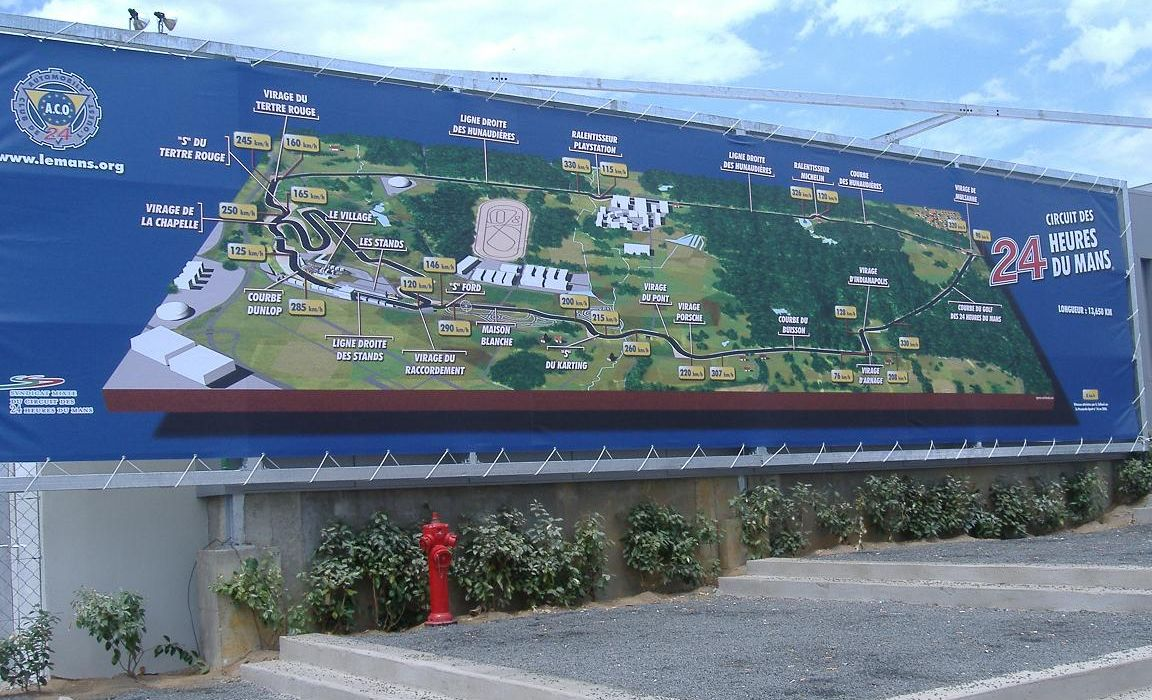
Mapa del circuit a data de 2006

La pista ha sofert diferents canvis al llarg dels anys per tal adaptar-se al desenvolupament tecnològic dels cotxes i sobretot als criteris de seguretat, cada cop més rigorosos. Ja a finals de la dècada del 1960, els trams més ràpids i perillosos es van reduir amb la inclusió de xicanes que els suavitzaren i alentiren.
Els canvis més significatius al Circuit de la Sarthe han estat els següents:
- 1968, creació de la primera xicana "Ford" abans de la meta[6]
- 1972, abandonament del tram "Maison Blanche" de la D139, substituït per un recorregut més intern amb els revolts "Porsche" i duplicació de la xicana Ford[7]
- 1987, reducció de la longitud del revolt "Dunlop" amb la introducció d'una xicana
- 1990, inserció de dues xicanes a la recta de Hunaudières[8]
- 2001, rebaixament del turó de Mulsanne i reconstrucció de l'Essa de la forêt
- 2007, modificació del revolt del Tertre Rouge, fent-lo més ràpid en moure'l a l'interior per tal d'augmentar-ne la via d'evacuació
- 2017, lleugera modificació al primer dels revolts Porsche desplaçant-lo cap a l'interior per a eixamplar la via d'evacuació, també gràcies a la tala d'alguns arbres a l'exterior.[9]

### Historial de configuracions
Des de la seva creació l'any 1923, després de les contínues modificacions, la longitud del circuit no ha deixat de canviar.

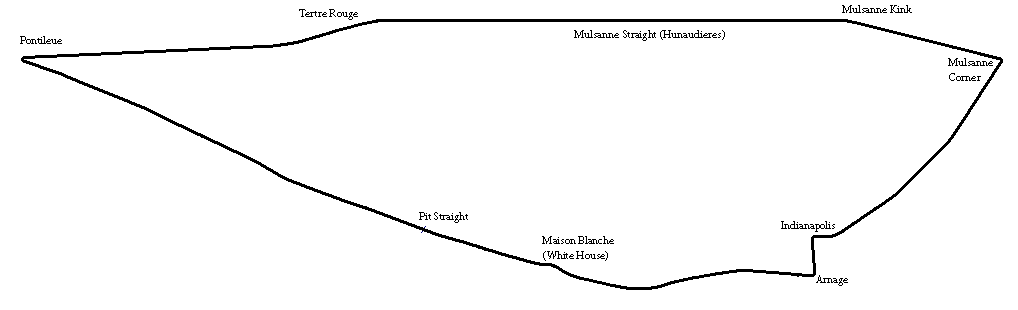
17,262 km (1923–1928)
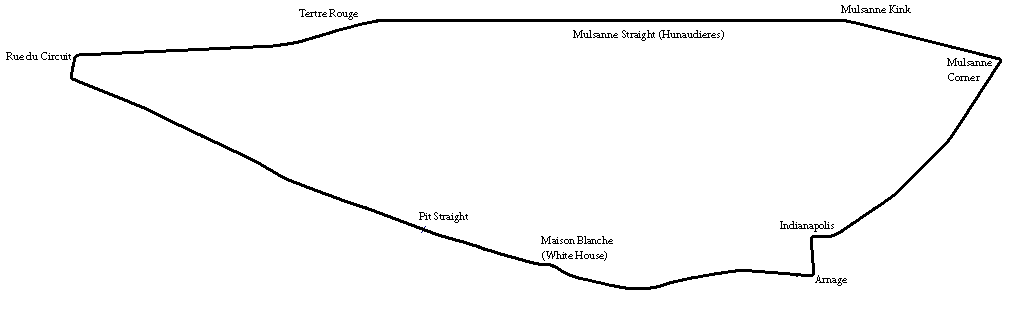
16,340 km (1929–1931)
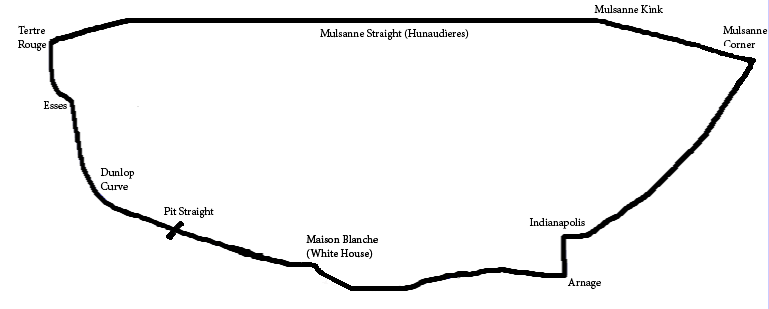
13,492/13,461 km (1932–1967)
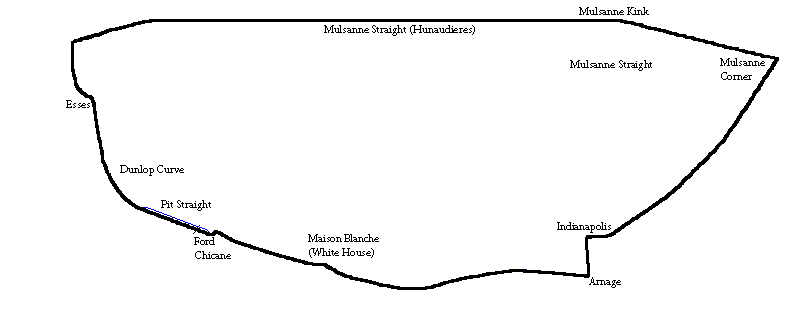
13,469 km (1968–1971)
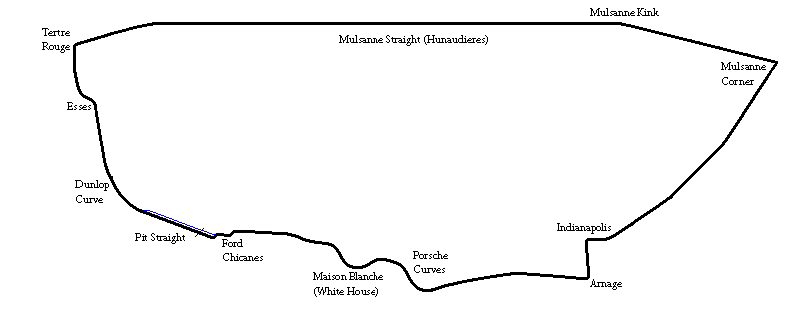
13,640 km (1972–1978)
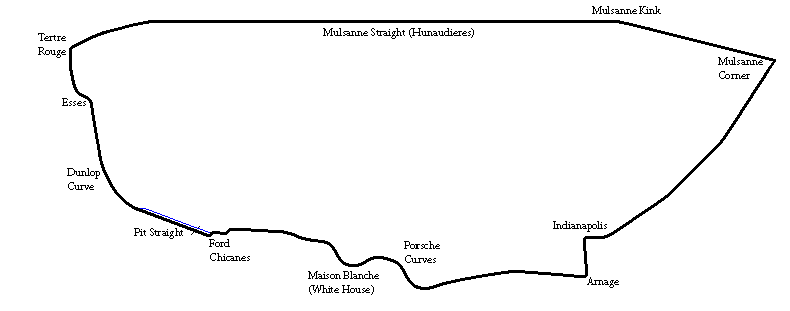
17,262 km (1979–1985)
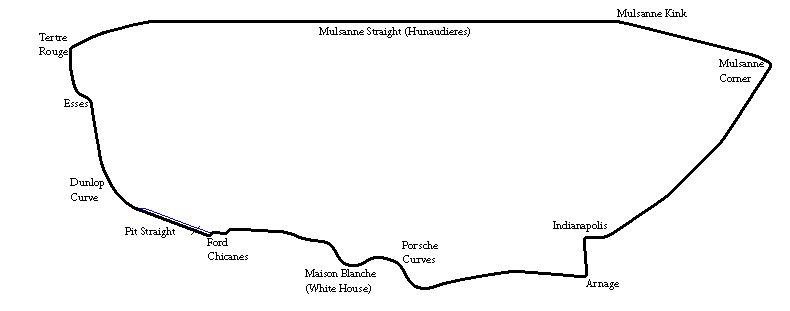
13,528 km (1986)
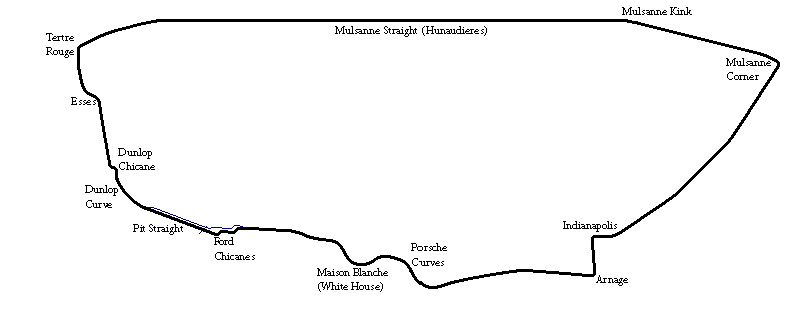
13,535 km (1987–1989)
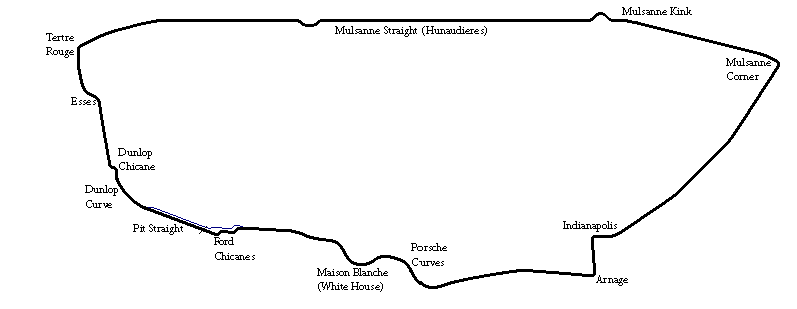
13,600/13,605 km (1990–2001)
13,650/13,626 km (2002–actualitat)

### Tram comú amb el circuit Bugatti

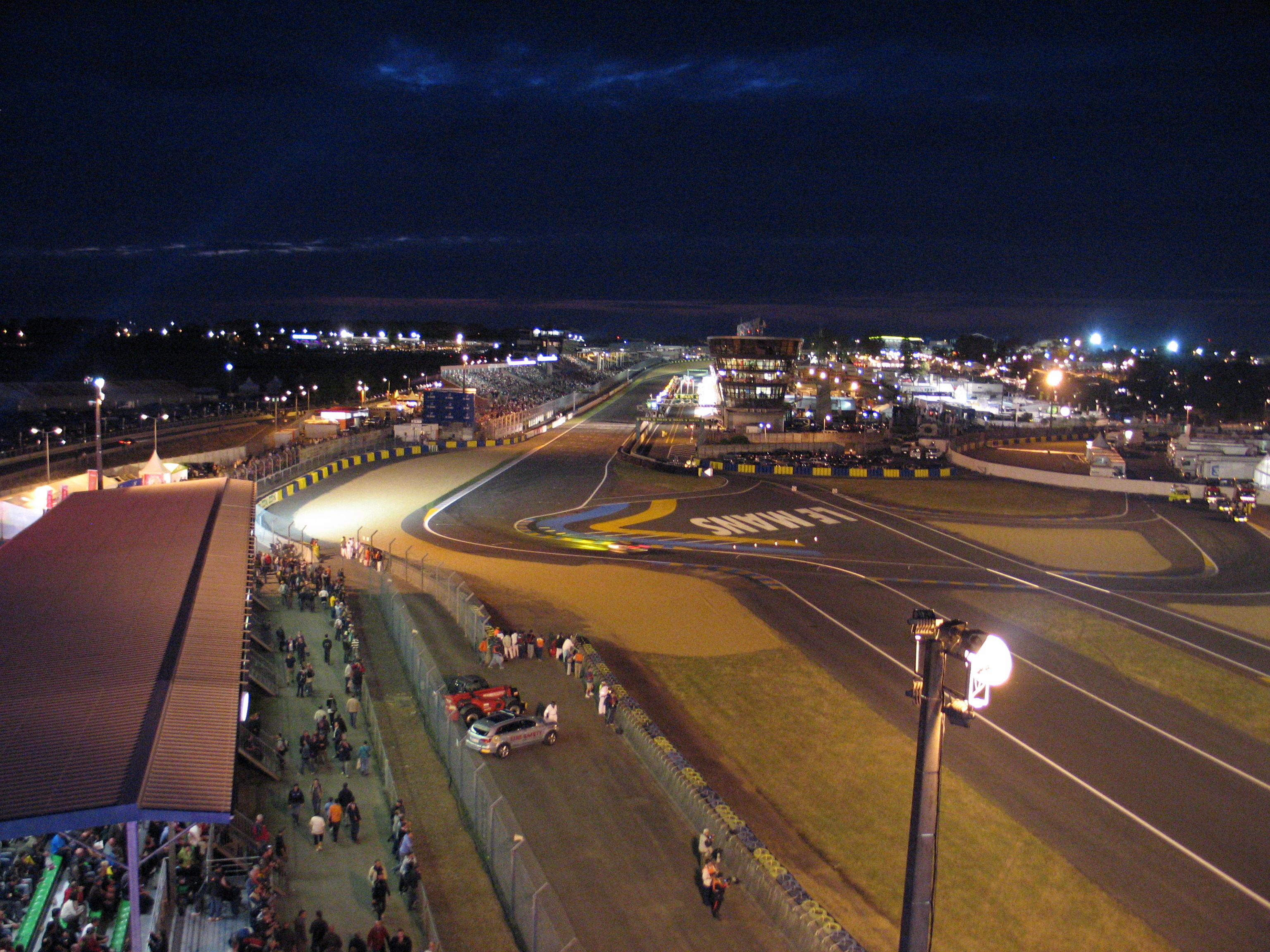
El raccordement amb el circuit Bugatti i les graderies de la dreta de nit

A banda dels boxs, els trams del circuit de la Sarthe que són comuns amb el de Bugatti són la xicana Ford (on ambdós traçats empalmen pel punt anomenat Raccordement) i la recta on hi ha el pont Dunlop. En aquest punt de la secció encavalcada dels traçats hi ha un revolt ràpid en sentit esquerra-dreta que es va afegir per qüestions de seguretat en les curses de motociclisme l'any 2002. Els vehicles que giren a l'esquerra continuen pel circuit de la Sarthe en direcció Tertre Rouge i fins a Mulsanne, mentre que els que giren a la dreta pel revolt de La Chapelle continuen pel traçat específic del nou circuit Bugatti, dins el qual hi ha els revolts de Le Musée i Garage Vert, una recta posterior que enllaça amb els revolts del Chemin aux Boeufs, la "S" de Garage Bleu i d'allà, de nou al Raccordement.